# Neolimnomyia tributa
Neolimnomyia tributa är en tvåvingeart som först beskrevs av Alexander 1956.  Neolimnomyia tributa ingår i släktet Neolimnomyia och familjen småharkrankar.
Artens utbredningsområde är Uganda. Inga underarter finns listade i Catalogue of Life.